# Campeonato de Wimbledon 1908

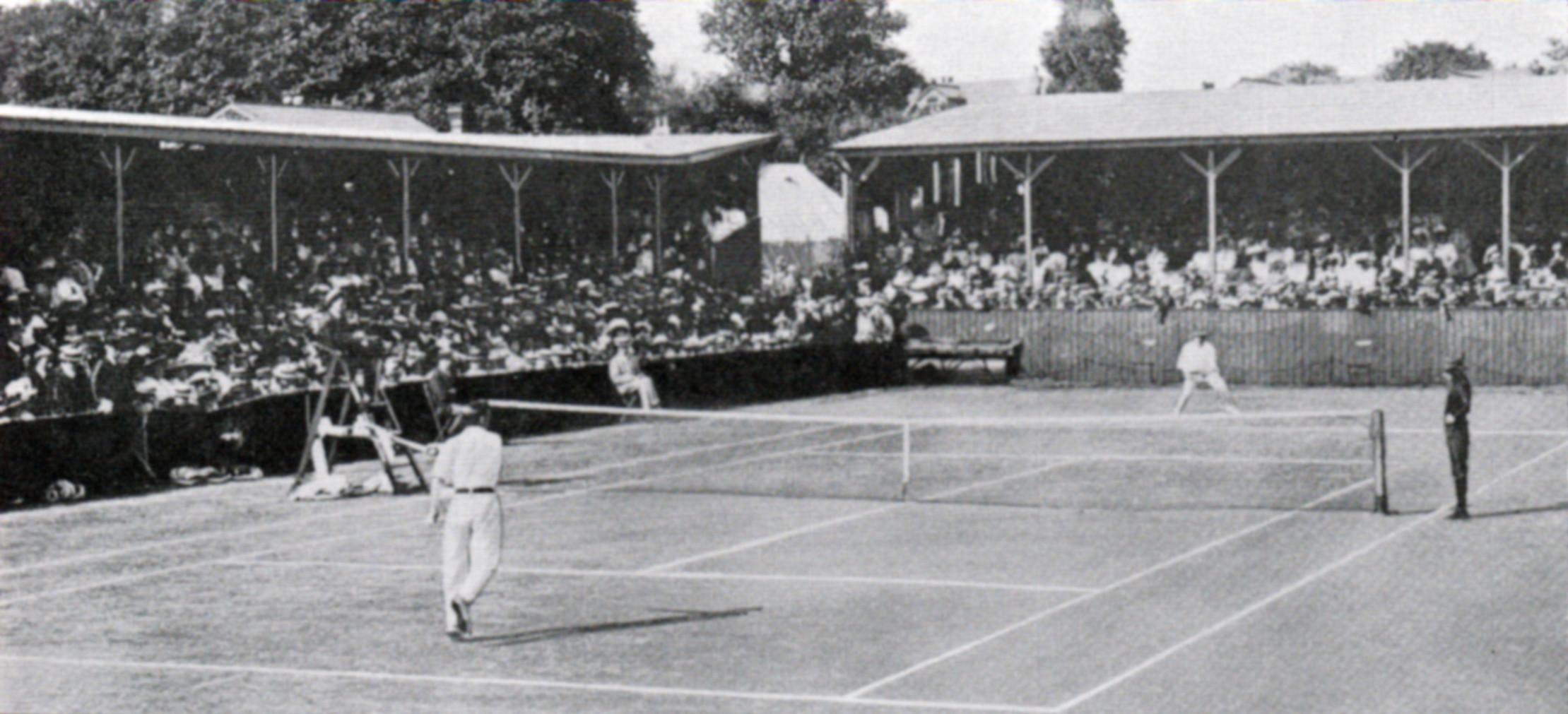
La final masculina del campeonato de Wimbledon de 1908. Arthur Gore contra Herbert Roper Barret

La edición 32.ª del Campeonato de Wimbledon se celebró entre el 22 de junio y el 3 de julio de 1908 en las pistas del All England Lawn Tennis and Croquet Club de Wimbledon, Londres, Inglaterra.
El cuadro individual masculino lo iniciaron 70 jugadores mientras que el femenino lo iniciaron 30 tenistas.

## Hechos destacados
En la competición individual masculina se impuso el británico Arthur Gore logrando el segundo título que obtendría en el torneo al imponerse en la final al británico Herbert Ropel-Barrett.
En la competición individual femenina la victoria fue para la británica Charlotte Cooper logrando el quinto título que obtendría en Wimbledon al imponerse a la británica Agnes Morton.

## Palmarés
| Seniors              | Vencedor                       | Resultado               | Finalista                         | Finalista |
| -------------------- | ------------------------------ | ----------------------- | --------------------------------- | --------- |
| Individual masculino | Arthur Gore                    | 6–3, 6–2, 4–6, 3–6, 6–4 | Herbert Ropel-Barrett             |           |
| Individual femenino  | Charlotte Cooper               | 6–4, 6–4                | Agnes Morton                      |           |
| Dobles masculino     | Josiah Ritchie Anthony Wilding | 6–1, 6–2, 1–6, 9–7      | Arthur Gore Herbert Ropel-Barrett |           |

## Cuadros Finales

### Torneo individual  femenino
| Predecesor: 1907                           | Campeonato de Wimbledon 1908 | Sucesor: 1909                                       |
| Predecesor: Campeonato de Australasia 1908 | Grand Slam 1908              | Sucesor: Campeonato nacional de Estados Unidos 1908 |

- Datos: Q2119719